# Friedensstärke
Friedensstärke (oder Friedenspräsenz) bezeichnet die Stärke einer Armee in Friedenszeiten. Sie umfasst nur die ständig aktiven Truppenteile, welche sich aus Wehrpflichtigen, Zeit- und Berufssoldaten zusammensetzen. Im Verteidigungsfall kommen noch Reservisten hinzu, die dann erreichbare Stärke bezeichnet man als Aufwuchsstärke.
Veraltet spricht man auch vom Friedensetat. Im Jahre 1832 ist beispielsweise das 15. Infanterie-Regiment (Prinz Friedrich der Niederlande) während der Belagerung von Antwerpen im „Kriegsetat“ als Teil des Observationskorps auf der preußischen Seite an die Maas verlegt worden.